# Kollaboratives Projektmanagement
Kollaboratives Projektmanagement ist eine Methode zur Planung, Koordination, Steuerung und Kontrolle verteilter und komplexer Projekte. Die Methode ermöglicht die Zusammenarbeit von Projektteams über die Grenzen von Abteilungen, Unternehmen und Ländern und die Bewältigung der wachsenden Komplexität in Projekten.

## Merkmale des Kollaborativen Projektmanagements
- Das Kollaborative Projektmanagement basiert auf dem Grundkonzept, alle Projektbeteiligten aktiv in den Planungs- und Steuerungsprozess einzubinden und mit Hilfe von Informations-, Kommunikations- oder Kooperationsbausteinen zu vernetzen. Management wird dabei nicht als isoliertes Aufgabenfeld von Managern aufgefasst, sondern als integraler Bestandteil der Projektarbeit aller Teammitglieder.

- Grundthese des Kollaborativen Projektmanagements ist das Prinzip der dezentralen Regelkreise. Komplexe Projekte werden in kleinere „fassbare“ Teilsysteme aufgeteilt und an Verantwortliche aus den Fachbereichen übergeben. So wird die Planungs- und Steuerungsverantwortung von der Stelle wahrgenommen, die auch die inhaltliche Projektverantwortung trägt.
- Die Vernetzung und Synchronisation der Teilplanungen bindet alle Partner in die Planungs- und Steuerungssystematik ein und stellt ein gemeinsames Planungsverständnis sicher. Auftretende Änderungen oder Verzögerungen werden direkt an die relevanten Projektbeteiligten kommuniziert, ohne dabei aktiv in fremde Verantwortungsbereiche einzugreifen.
- Technische Grundlage des Kollaborativen Projektmanagements ist eine zentrale Datenbasis, die allen – auch räumlich verteilten – Projektmitgliedern einheitliche und aktuelle Planungsdaten zur Verfügung stellt.
- Kommunikation und Kollaboration sind die Basis für die frühzeitige Erkennung der Auswirkungen potenzieller Störungen auf die angeschlossenen Teilprojekte. Sie schaffen eine hohe Transparenz und ein gemeinsames Qualitätsbewusstsein unter den Teammitgliedern.

## Einsatzfelder für das Kollaborative Projektmanagement

### Projekte
Immer kürzere Produktlebenszyklen und eine schnellere Time-to-Market bei gleichzeitiger Individualisierung der Produkte und Dienstleistungen führen zu Wertschöpfungsnetzwerken mit Zulieferern, Kunden und Partnern. Auch neue Technologien wie z. B. die Elektromobilität erfordern zunehmend die Zusammenarbeit in unternehmens- sowie branchenübergreifenden Entwicklungsnetzwerken, die insbesondere durch folgende Merkmale gekennzeichnet sind:
- Projekte mit räumlich verteilten Teams und weltweiten Standorten
- parallele, hoch komplexe Projekte im Rahmen der Produktentstehung
- dynamische, innovative und interdisziplinäre Projekte
- Projekte, die durch einen hohen Planungs- und Steuerungsaufwand und die Vielzahl technischer Änderungen geprägt sind.

### Branchen und Industrien
Partner innerhalb verschiedener Branchen bündeln ihre Kompetenzen zur Erforschung und Entwicklung von Materialien und Fertigungsverfahren. Die Koordination aller Tätigkeiten und Termine wird zu einem entscheidenden Faktor in der Zusammenarbeit. Dafür wird eine effiziente Methode zur unternehmensübergreifenden Interaktion entlang der Produktentstehungsprozesse benötigt.
Dies betrifft vor allem Branchen, die sich durch folgende Eigenschaften auszeichnen:
- komplexe Produkte
- langfristige Entwicklungszyklen
- ein hoher Druck, Entwicklungs- und Projektzeiten deutlich zu verkürzen
- Projekte mit einer großen Anzahl von Beteiligten wie Zulieferern und Kooperationspartnern, die weltweit verteilt sind
- Projekte mit einer Vielzahl voneinander abhängiger Prozessschritte
- umfassende und vielfältige Qualitätsanforderungen an die Projektergebnisse.

Dies sind z. B. Automobilindustrie, Luft- und Raumfahrt, Maschinen- und Anlagenbau, IT, Energie usw.

## Historie
Konfrontiert mit ungelösten Herausforderungen in der Steuerung komplexer Produktentwicklungsprojekte, in denen klassische Techniken wie Netzplantechnik oder die Methode des kritischen Pfades überfordert sind, hat Rupert Stuffer in den 1990er Jahren die Methodik des Kooperativen Projektmanagements entwickelt (aus Gründen der Kongruenz mit der englischen Übersetzung „Collaborative Project Management“ wird seit 2010 die Bezeichnung Kollaboratives Projektmanagement verwendet). In ersten Projekten bei Industrieunternehmen wie BMW und Bosch konnte die Praxistauglichkeit nachgewiesen und die Methodik weiter verfeinert werden.
Stuffer hat seither auf einer Vielzahl an Veranstaltungen von Fachorganisationen (z. B. GPM, 1998), Managementkongressen (z. B. Münchner Management Kolloquium, 2001) Industrieunternehmen (z. B. IBM, 2003; BMW, 2005) diesen Ansatz in Vorträgen vorgestellt.
Die weitere Beteiligung aller Betroffenen an den Planungsaufgaben fand auch in andere Steuerungsmethoden wie beispielsweise in der Softwareentwicklung Eingang. Dort führt bei der Anwendung von Scrum das Entwicklungsteam eigenverantwortlich die Feinplanung durch, während die übergreifende Planung von einem Kundenvertreter (Product Owner) durchgeführt wird.

## Methodische Umsetzung mit einer Projektmanagementsoftware am Beispiel der Automobilindustrie

### Ausgangssituation
Automobilhersteller sehen sich einem wachsenden Druck durch verkürzte Entwicklungszyklen und steigende Produktivitätsvorgaben – häufig in einem globalisierten Entwicklungsumfeld – ausgesetzt. Eine der größten Herausforderungen ist dabei die unternehmensübergreifende Zusammenarbeit entlang der Wertschöpfungskette. Diese komplexen und firmenübergreifenden Prozesse sind ohne durchgehende IT-Unterstützung kaum beherrschbar.
Daraus ergibt sich:
- Die Beherrschung der Komplexität in der Produktentstehung wird zum entscheidenden Kriterium, im Wettbewerb zu bestehen.
- Projektmanagement als Führungsprozess hat in verteilten Wertschöpfungsnetzwerken eine entscheidende Klammerfunktion

Deswegen setzen die meisten deutschen OEMs seit Jahren bei der Planung und Abwicklung von Entwicklungsprozessen auf die Methode des Kollaborativen Projektmanagements, den De-facto-Standard in der deutschen Automobilindustrie.

### Umsetzung
Die in der Praxis weitverbreitete Arbeit in eigenverantwortlichen Entwicklungsteams wird durch Kollaboratives Projektmanagement methodisch adäquat unterstützt:
- Proaktive, toolgestützte Kommunikation und Kollaboration ersetzen die starren Algorithmen herkömmlicher Projektmanagement-Systeme
- Die zentrale Datenbasis liefert für alle Beteiligten – auch standort- und unternehmensübergreifend – aktuelle und einheitliche Planungsstände.
- Klar zugeteilte Verantwortlichkeiten und Schnittstellen fördern Transparenz und Aktualität und sorgen so für erhöhte Planungssicherheit und -qualität.
- Durch Top-Down-Vorgabe wichtiger Meilensteine und Eckdaten wird der Rahmen von der Projektleitung definiert. Die Beteiligten planen ihre Umfänge autark, bestätigen die Erfüllung der vorgegebenen Rahmenbedingungen und stimmen sich eigenverantwortlich mit anderen Teilprojekten ab.
- Kommunikations-Bausteine ermöglichen einfaches und intuitives Vernetzen der Teilprojekte und unterstützen so schnelle und nachvollziehbare Problemlösungsprozesse. Änderungen werden automatisch an die Beteiligten kommuniziert und durch gemeinsame Abstimmung geeigneter Maßnahmen gelöst.